# Уанка, Сесар
Сесар Уанка (исп. César Huanca; род. 4 июня 2001, Икике) — чилийский футболист, нападающий клуба «Уачипато».

## Клубная карьера
Воспитанник клуба «Депортес Икике» из своего родного города. 17 июля 2016 года в поединке Кубка Чили против «Сан-Маркос де Арика» он дебютировал за команду, в возрасте 15 лет. 7 августа в матче против «Депортес Темуко» он дебютировал в чилийской Примере.